# Delegate

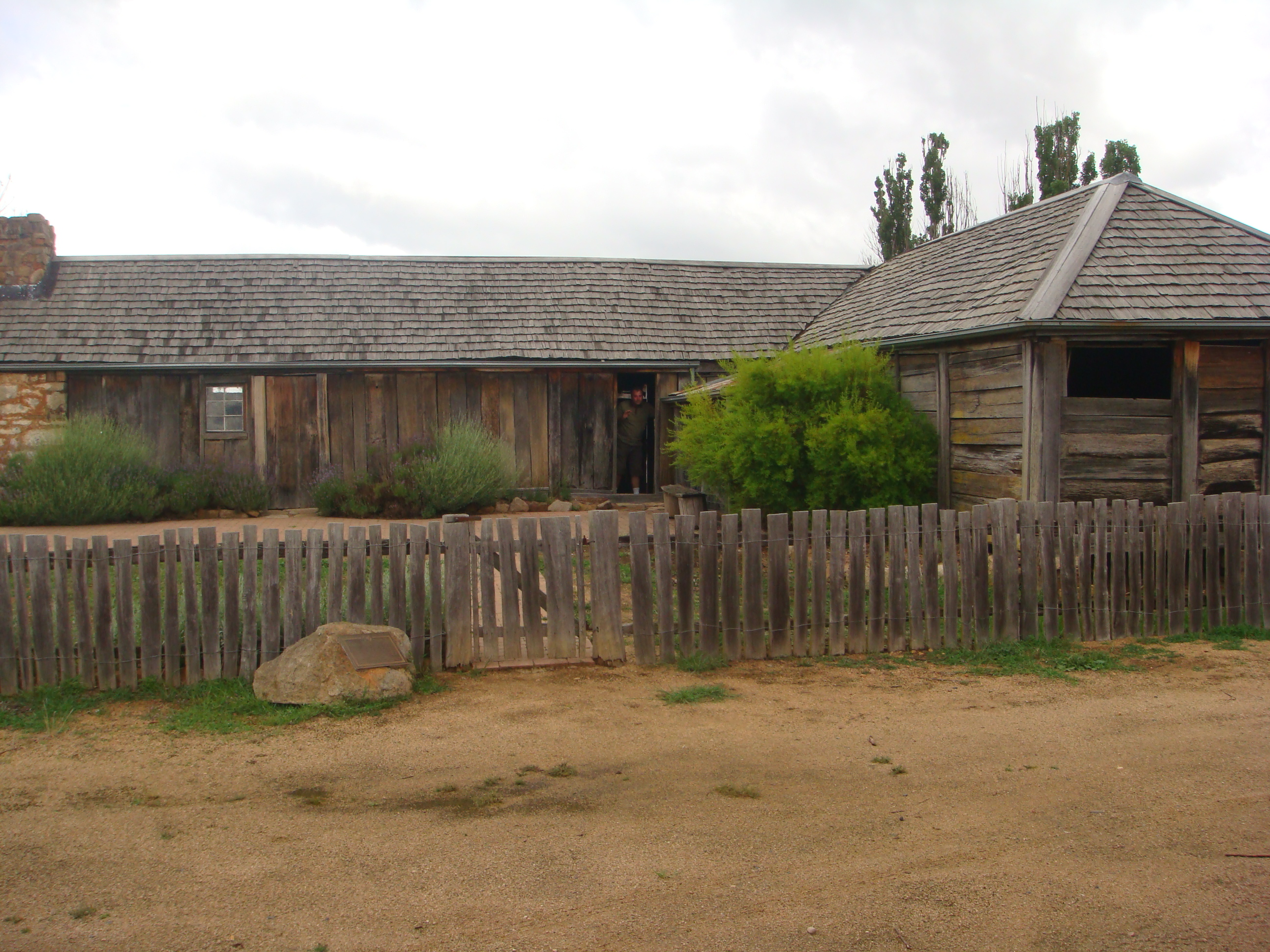
Dom osadników w Delegate

Delegate – miasto w Australii, w stanie Nowa Południowa Walia.